# Altyn

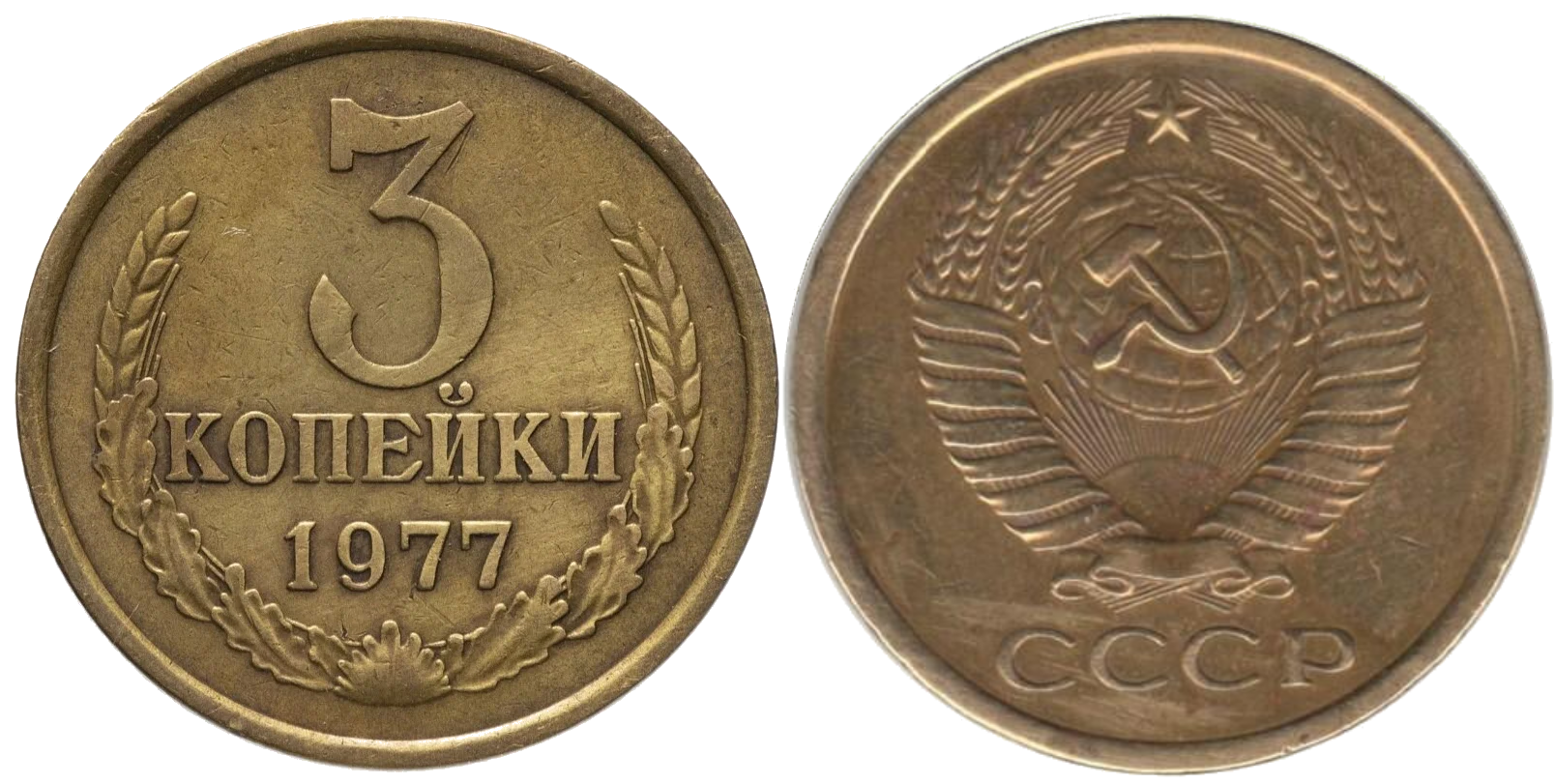
Moeda de 3 copeques cunhada em 1977 pela União Soviética.

O altyn (russo алты́н, também алты́нник altýnnik) é uma moeda histórica russa (símbolo:). O nome em tártaro é altın (алтын) que significa "ouro" e altı ( алты) que significa "seis", pois valia 6 dengas, o equivalente a três copeques de prata, depois cobre, uma moeda de pequeno valor, ou 180–206 pulsos de cobre.
Desde o século XV, o altyn tem sido usado em vários principados russos como moeda eurasiana entre comerciantes russos e asiáticos. Elas foram cunhadas a partir de 1654 sob Aleixo I, e sob Pedro I como moedas de prata de 1704 a 1718. Mais tarde, elas foram revividas sob Nicolau I como moedas de cobre com um valor de três copeques a partir de 1839. Embora o nome altyn tenha se perdido, moedas de três copeques circularam na Rússia até 1991.
Na década de 2010, a Comissão Económica Eurasiática elaborou as primeiras propostas para reavivar o altyn mais uma vez até 2025 como moeda comum da União Económica Eurasiática, embora as sanções internacionais contra a Rússia tenham encorajado o bloco a acelerar o processo em 3-5 anos. Entretanto, em 2023, a moeda ainda não havia sido reintroduzida.

## Literatura
- Узденников V. Монеты России (1700—1917): Издание третье. — М. : Livros de colecionador; IP Media Inc., 2004.